# Sjukamp för damer vid olympiska sommarspelen 1984
Sjukamp för damer vid olympiska sommarspelen 1984 i Los Angeles avgjordes den 3-4 augusti. 

## Medaljörer
| Gren    | Guld                     | Guld        | Silver              | Silver      | Brons                        | Brons       |
| Sjukamp | Glynis Nunn · Australien | 6 390 poäng | Jackie Joyner · USA | 6 385 poäng | Sabine Everts · Västtyskland | 6 363 poäng |

## Slutliga resultat
| Placering | Slutlig ställning        | Poäng |
| --------- | ------------------------ | ----- |
|           | Glynis Nunn (AUS)        | 6390  |
|           | Jackie Joyner (USA)      | 6385  |
|           | Sabine Everts (FRG)      | 6363  |
| 4.        | Cindy Greiner (USA)      | 6281  |
| 5.        | Judy Simpson (GBR)       | 6280  |
| 6.        | Sabine Braun (FRG)       | 6236  |
| 7.        | Tineke Hidding (NED)     | 6147  |
| 8.        | Kim Hagger (GBR)         | 6127  |
| 9.        | Birgit Dressel (FRG)     | 6082  |
| 10.       | Corinne Schneider (SUI)  | 6042  |
| 11.       | Marjon Wijnsma (NED)     | 6015  |
| 12.       | Kristine Tånnander (SWE) | 5985  |
| 13.       | Florence Picaut (FRA)    | 5914  |
| 14.       | Annette Tånnander (SWE)  | 5908  |
| 15.       | Jill Ross Giffen (CAN)   | 5904  |
| 16.       | Connie Polman-Tuin (CAN) | 5648  |
| 17.       | Donna Smellie (CAN)      | 5638  |
| 18.       | Tsai Li-Jiau (TPE)       | 5447  |
| 19.       | Iamo Launa (PNG)         | 5148  |
| 20.       | Manuela Marxer (LIE)     | 4913  |
| —         | Conceição Geremias (BRA) | DNF   |
| —         | Chantal Beaugeant (FRA)  | DNF   |
| —         | Jodi Anderson (USA)      | DNF   |